# Jurgis Kunčinas
Jurgis Kunčinas (* 13. Januar 1947 in Alytus; † 13. Dezember 2002 in Vilnius) war ein litauischer Schriftsteller, Übersetzer und Germanist.

## Leben
Jurgis Kunčinas studierte Germanistik an der Universität Vilnius, wurde aber 1968 zwangsexmatrikuliert, als er sich weigerte, am obligatorischen Wehrkundeunterricht teilzunehmen. Seinen Wehrdienst musste er bei der sowjetischen Luftwaffe ableisten. Danach arbeitete er als Übersetzer für Zeitungen und als Erzieher in einem Arbeiterwohnheim, als Transportarbeiter und Krankenpfleger, in einer Wetterstation und als Reiseleiter.

## Werke
Ab 1977 veröffentlichte er sechs Lyrikbände, sieben Bände mit Kurzprosa sowie Essays und sechs Romane. Seit den 1980er Jahren arbeitete er als freischaffender Schriftsteller und Übersetzer und übertrug Bücher von Günter Grass, Heinrich Böll, Friedrich Dürrenmatt, Siegfried Lenz und Hans Fallada ins Litauische.
Seine Werke wurden ins Englische, Russische, Lettische, Schwedische, Estnische, Polnische, Belarussische und Deutsche übersetzt; die Bibliothek seiner Geburtsstadt trägt heute seinen Namen.

## Veröffentlichungen
- At My Friend's, Erzählungen, Vilnius, Verlag des litauischen Schriftstellerverbandes, 2003
- Bilė und andere; Roman, Vilnius, Vaga, 2002
- Jeden Tag in den Krieg, Roman, Vilnius, Verlag des litauischen Schriftstellerverbandes, 2000
- Menestrels in Maxi-Mänteln, Erzählungen, Vilnius: Verlag des litauischen Schriftstellerverbandes, 1996
- Pjūti Fjūūt! Or the Manor of Untruths, Roman, Vilnius: Verlag des litauischen Schriftstellerverbandes, 2004
- Takas per girią (Der Waldweg), Gedichte. Vilnius: Vaga, 1977
- Atidėtas rugsėjis (Der verschobene September), Gedichte, Vilnius, Vaga, 1984
- Liepų ratas (Der Lindenkreis), Gedichte, Vilnius, Vaga, 1988
- Labas, sraige, kur eini? (Hallo Schnecke, wohin des Weges?), Kindergedichte, Vilnius, Vyturys, 1989
- Vaizdas į mėnulį (Die Mondansicht), Erzählungen, Vilnius, Vaga, 1989
- Vainikas „Soscinei“ (Ein Kranz für die Hauptstadt), Essays, Vilnius, Vaga, 1989
- Atgimimo kryžius (Das Kreuz der Wiedergeburt), Gedichte, Alytus, 1990
- Namai be žiburių (Häuser ohne Lichter), Gedichte, Vilnius, Vaga, 1991
- Glisono kilpa (Glissonsschlinge), Roman, Kaunas, Nemunas, 1992
- Tūla, Roman, Vilnius, Verlag des litauischen Schriftstellerverbandes, 1993
- Baltųjų sūrių naktis (Die Nacht der weißen Käse), Erzählungen für Kinder, Vilnius, Amžius, 1995
- Didžiosios Žiurkės šešėlis (Der Schatten der großen Ratte), Stadtgeschichten, Vilnius, Spauda, 1996
- Laba diena, pone Enrike! (Servus, Herr Enrike!), Erzählungen, Vilnius, Vaga, 1996
- Kilnojamosios Röntgeno stotys (Mobile Röntgenstationen), Roman, Vilnius, Alma littera, 1998
- Blanchisserie arba Žvėrynas-Užupis (Blanchisserie oder Žvėrynas-Užupis), Roman, Vilnius, Tyto alba, 1997
- Ašutai iš gyvenimo švarko (Roßhaar aus dem Frack des Lebens), Satiren, Vilnius, Seimas-Verlag „Valstybės žinios“, 1998
- Niekieno namai (Das Niemandshaus), Erzählungen, Alytus: Alytaus naujienos, 1999
- Laisvė yra brangi (Die Freiheit ist teuer), Satiren, Vilnius, Seimas-Verlag „Valstybės žinios“, 2001
- Grožio niekad negana (Schönheit gibt es nie genug), Satiren, Vilnius, Pasviręs pasaulis, 2001

## Deutsche Ausgaben
- Mobile Röntgenstationen. Roman, aus dem Litauischen von Klaus Berthel, Athena Verlag, Oberhausen 2002. ISBN 3-89896-120-6
- Jurgis Kunčinas. Autorenheft anläßlich der Teilnahme Litauens als Gastland an der 54. Buchmesse Frankfurt, Books from Lithuania, Vilnius 2002
- Blanchisserie oder Von Mäusen, Moder und Literatursalons. Roman, aus dem Litauischen von Berthold Forssman, Athena Verlag, Oberhausen 2004. ISBN 3-89896-196-6

## Auszeichnungen
- 1993 Preis des litauischen Schriftstellerverbandes für das beste Buch des Jahres (für seinen Roman Tūla)
- 1994 Preis der Zeitschrift Nemunas für seine Prosa
- 1996 Literaturpreis der Stadt Vilnius